# Европеизам
Европеизам је термин који обухвата норме и вриједности које су заједничке Европљанима и које превазилазе национални државни идентитет. Осим што помаже у промоцији европских интеграција, ова доктрина такође пружа основу за анализе које карактеришу европску политику, економију и друштво као одраз заједничког идентитета. Противници те идеје истичу да постоје многе разлике међу европским скупинама и да фактори који се сматрају карактеристичним за ову заједничку културу не прате нужно њену премису.

## Хабермас и Дерида (2005)
Филозофи Јирген Хабермас и Жак Дерида написали су чланка за новине Frankfurter Allgemeine Zeitung у којем су изнијели тврдњу да је рођена „европска јавна сфера”. Закључили су да су нове вриједности и навике дале савременој Европи „њено лице” и видјели су то као прилику за изградњу „језгра Европе” (изузимајући Британију и источну Европу) која би могла бити противтежа Сједињеним Америчким Државама.
Покушавајући да објасне шта је Европа представљала, филозофи су навели шест аспеката онога што су описали као заједнички европски „политички менталитет”:
- Секуларизација
- Вјера у државу и скептицизам према достигнућима тржишта.
- Реална очекивања о технолошком напретку.
- Велфаризам.
- Низак праг толеранције према употреби силе.
- Мултилатерализам у оквиру реформисаних Уједињених нација.

Међутим, могло би се тврдити да се поједине од ових вриједности уопште не примјењују у источној Европи.

## Макормик (2010)
Политиколог Џон Макормик проширује ове идеје и идентификује сљедеће као кључне атрибуте европеизма:
- Преиспитивање значења држављанства и патриотизма. Што се тиче посљедњег, понос према земљи се замјењује поносом на идеје, иначе познате као уставни патриотизам. Поистовјећивање са народим или државама све се више спаја са поистовјећивањем са Европом.
- Космополитизам или удруживање са универзалним идејама и увјерење да сви Европљани, а можда чак и сви људи, припадају једној моралној заједници која надилази државне границе или националне идентитете. Локално и глобално се не може раздвојити.
- Комунитаризам, који — за разлику од либералног истицања индивидуалних права — подржава равнотежу између интереса појединаца и заједнице, истичући одговорности владе према свима онима који живи под њеном јурисдикцијом. Европеизам тврди да друштво понекад може боље процијенити шта је добро за појединца, а не обрнуто.
- Колективизам, европеизам наглашава став да ће се друштвене подјеле догодити упркос покушајима да се осигурају једнаке могућности и прихвата улогу државе као економског менаџера и као гаранта друштвене добробити.
- Велфаризам, или упућивање на европеистичке идеје које су, иако је појединачно настојање добродошло и треба га поздравити и наградити, заједница има одговорност да ради на томе да терен буде на што већем нивоу и да се приликњ и богатство равноправно расподјеле. Европеизам наглашава једнакост резултата изнад једнакости могућности.
- Одрживи развој, или увјерење да развој треба да буде одржив, задовољавајући потребе садашњости без угрожавања потреба будућих генерација.
- Редефинисање породице. Мјесто европске породице се мијења, са све мање Европљана који су се опредијелили за брак, њихова старост при ступању у брак расте, стопа развода расте, стопа плодности опада, све више дјеце се рађа изван брака, а домаћинства самохраних родитеља постају све уобичајенија.
- Радити да би живио. Постматеријални Европљани раде краће, док са тим временом више располажу, развијаћу породичне законе и политике.
- Кривично право, у европеизму значи већи нагласак на појединачним правима и склоност рјешавању спорова преговорима, а не сукобљавањем кроз закон.
- Мултикултуризам, у коме Европа има дугу и често превиђану традицију која произилази из разноликости европских друштава и европску навику интегрисања основних вриједности и обиљежја нових скупина са којима су њене доминантне културе дошле у контакт. Ово је у 21. вијеку доведено у питање повећаном расном и вјерском разноликошћу Европе и европском имигрантском кризом.
- Секуларизам је вјероватно онај квалитет који је најјасније повезан са Европом: док религија наставља да расте у већем дијелу свијета, у готово свакој европској земљи њена улога опада и има све маргиналнију улогу у политици и јавном животу, док је снажно утицао на европеистичке ставове према науци и према јавним политикама у којима религијско увјерење игра улогу.
- Противљење смртној казни. Ово је забрањено у свим државама чланицама Европске уније и Савјета Европе, а европске владе су радиле на постизању глобалног мораторијума као првог корака ка укидању смртне казне широм свијета.
- Трајни мир, иако је Европа некада била регија готово сталног рата, сукоба и политичког насиља, она је данас регија општег мира и много је напредовала на путу ка постизању Кантових услова за трајни мир. Наводи међудржавни рат у регији је незамислив и немогућ, чак и током најгорих економских или финансијских проблема.
- Мултилатерализам, европеизам је избјегао национални лични интерес у корист сарадње и консензуса, промоције вриједности, а не интереса, ослањања на међународна правила и споразуме и стварања савеза и рада преко међународних организација на рјешавању проблема.